# Tercera División RFEF 2021-22 (Grupo III)
La temporada 2021-22 del Grupo III de la Tercera División  RFEF de fútbol comenzó el 18 de septiembre de 2021 y finalizará el 1 de mayo de 2022. Posteriormente se disputará la promoción de ascenso entre el 8 y el 15 de mayo en su fase territorial, y el 22 de mayo en su fase nacional. Se trata de la primera edición bajo esta denominación tras la reestructuración de las categorías no profesionales por parte de la RFEF.

## Sistema de competición
Participan dieciséis clubes en un único grupo. Se enfrentan todos contra todos en dos ocasiones -una en campo propio y otra en campo contrario- durante un total de 30 jornadas. El orden de los encuentros se decide por sorteo antes de empezar la competición. La Federación de Fútbol de Cantabria es la responsable de designar las fechas de los partidos y los árbitros de cada encuentro, reservando al equipo local la potestad de fijar el horario exacto de cada encuentro.
Una vez finalizada la competición, el primer clasificado asciende directamente a Segunda División RFEF y se proclama campeón de Tercera RFEF.
Los clasificados entre el segundo y el quinto lugar disputan un Play Off territorial en formato de eliminatorias a partido único en sede neutral. En caso de empate el vencedor de la eliminatoria es el equipo mejor clasificado. El equipo vencedor de este Play Off se clasifica a la Promoción de ascenso a Segunda División RFEF que tiene carácter de final interterritorial.
Los últimos clasificados, por confirmar el número, descienden directamente a Regional Preferente de Cantabria. Hay que tener en cuenta que existe la obligación federativa de conformar la Tercera RFEF para la temporada siguiente, la 2022-2023, en un máximo de 16 equipos; por lo que el número de descensos en esta temporada será proporcional a las necesidades de la Territorial de Cantabria para ajustarse a ese número de equipos.
El sistema de competición y las consecuencias clasificatorias fueron aprobadas por la RFEF.

## Ascensos y descensos
Los equipos que mantuvieron la categoría en la última temporada de Tercera División participan en la primera edición de Tercera División RFEF. Las posiciones de descenso indicadas son las absolutas de grupo, no de subgrupos de permanencia.
| Pos. | Ascendido a 2.ª División RFEF |
| ---- | ----------------------------- |
| 1.º  | C. D. Cayón                   |
| 2.º  | Rayo Cantabria                |
| 3.º  | C. D. Tropezón                |

| Pos. | Descendidos a Regional Preferente de Cantabria |
| ---- | ---------------------------------------------- |
| 17.º | S. D. Solares-Medio Cudeyo                     |
| 18.º | C. D. Barquereño                               |
| 19.º | C. D. Bezana                                   |
| 20.º | C. D. Revilla                                  |
| 21.º | F. C. Rinconeda Polanco                        |
| 22.º | Ribamontán al Mar C. F.                        |

| Pos.  | Ascendidos de Regional Preferente de Cantabria |
| ----- | ---------------------------------------------- |
| 1.º A | C. D. Naval                                    |
| 1.º B | S. D. Noja                                     |
| 2.º B | C. D. Colindres                                |

### Cambios de entrenadores
| Equipo | Entrenador (Jornadas) | Fecha de vacante | Tipo de salida | Posición en la tabla | Entrenador entrante | Fecha de nombramiento |
| ------ | --------------------- | ---------------- | -------------- | -------------------- | ------------------- | --------------------- |

## Participantes

### Información sobre los equipos participantes
| Equipo                    | Localidad                | Estadio                            | Capacidad |
| ------------------------- | ------------------------ | ---------------------------------- | --------- |
| S.D. Atlético Albericia   | Santander                | Juan Hormaechea                    | 1.000     |
| S.D. Barreda Balompié     | Barreda                  | Solvay                             | 5.100     |
| U.C. Cartes               | Cartes                   | El Ansar                           | 1.500     |
| Castro F.C.               | Castro-Urdiales          | Riomar                             | 1.200     |
| C.D. Colindres            | Colindres                | El Carmen                          | 2.500     |
| U.M. Escobedo             | Escobedo de Camargo      | Eusebio Arce                       | 2.000     |
| Gimnástica de Torrelavega | Torrelavega              | Campos del Malecón                 | 6.800     |
| C.D. Guarnizo             | Guarnizo                 | Campos de El Pilar                 | 3.000     |
| C.D. Naval                | Reinosa                  | San Francisco                      | 1.500     |
| S.D. Noja                 | Noja                     | La Caseta                          | 3.000     |
| U.D. Sámano               | Sámano                   | Vallegón                           | 1.500     |
| Selaya F.C.               | Selaya                   | El Castañal                        | 2.000     |
| A.D. Siete Villas         | Castillo Siete Villas    | San Pedro                          | 595       |
| S.D. Textil Escudo        | Cabezón de la Sal        | Municipal Juan María Parés         | 1.500     |
| S.D. Torina               | Bárcena de Pie de Concha | Municipal Bárcena de Pie de Concha | 2.000     |
| S.R.D. Vimenor C.F.       | Vioño de Piélagos        | La Vidriera                        | 800       |

| At. Albericia Barreda Cartes Castro Colindres Escobedo Gimnástica Guarnizo Naval Noja Selaya Sámano Siete Villas Textil Escudo Torina Vimenor |

## Clasificación
| Pos. | Equipo                           | Pts. | PJ | G  | E  | P  | GF | GC | Dif. |                                                       |
| ---- | -------------------------------- | ---- | -- | -- | -- | -- | -- | -- | ---- | ----------------------------------------------------- |
| 1    | Gimnástica de Torrelavega (A, C) | 65   | 30 | 19 | 8  | 3  | 69 | 17 | +52  | Ascenso a Segunda División RFEF y Copa del Rey        |
| 2    | C. F. Vimenor                    | 57   | 30 | 16 | 9  | 5  | 49 | 27 | +22  | Acceso a Promoción de Ascenso a Segunda División RFEF |
| 3    | U. M. Escobedo                   | 54   | 30 | 16 | 6  | 8  | 53 | 27 | +26  | Acceso a Promoción de Ascenso a Segunda División RFEF |
| 4    | C. D. Naval                      | 48   | 30 | 13 | 9  | 8  | 41 | 26 | +15  | Acceso a Promoción de Ascenso a Segunda División RFEF |
| 5    | S. D. Torina                     | 46   | 30 | 12 | 10 | 8  | 34 | 25 | +9   | Acceso a Promoción de Ascenso a Segunda División RFEF |
| 6    | U. D. Sámano                     | 46   | 30 | 13 | 7  | 10 | 35 | 33 | +2   |                                                       |
| 7    | S. D. Atlético Albericia         | 44   | 30 | 11 | 11 | 8  | 38 | 35 | +3   |                                                       |
| 8    | C. D. Guarnizo                   | 42   | 30 | 9  | 15 | 6  | 36 | 30 | +6   |                                                       |
| 9    | A. D. Siete Villas               | 41   | 30 | 11 | 8  | 11 | 40 | 41 | −1   |                                                       |
| 10   | U. C. Cartes                     | 37   | 30 | 8  | 13 | 9  | 31 | 37 | −6   |                                                       |
| 11   | Castro F. C.                     | 37   | 30 | 8  | 13 | 9  | 34 | 43 | −9   |                                                       |
| 12   | S. D. Textil Escudo              | 32   | 30 | 7  | 11 | 12 | 24 | 38 | −14  |                                                       |
| 13   | S. D. Noja (D)                   | 27   | 30 | 6  | 9  | 15 | 32 | 57 | −25  | Descenso a Regional Preferente de Cantabria           |
| 14   | S. D. Barreda Balompié (D)       | 25   | 30 | 5  | 10 | 15 | 25 | 47 | −22  | Descenso a Regional Preferente de Cantabria           |
| 15   | C. D. Colindres (D)              | 21   | 30 | 5  | 6  | 19 | 26 | 58 | −32  | Descenso a Regional Preferente de Cantabria           |
| 16   | Selaya F. C. (D)                 | 19   | 30 | 2  | 13 | 15 | 20 | 48 | −28  | Descenso a Regional Preferente de Cantabria           |

Actualizado a los partidos jugados el 1 de mayo de 2022.
 Fuente: Resultados Fútbol

## Resultados
| Local \ Visitante         | ALB | BAR | CAR | CAS | COL | ESC | GIM | GUA | NAV | NOJ | SAM | SEL | SIV | TEX | TOR | VIM |
| ------------------------- | --- | --- | --- | --- | --- | --- | --- | --- | --- | --- | --- | --- | --- | --- | --- | --- |
| S. D. Atlético Albericia  | —   | 1–1 | 0–0 | 2–2 | 1–0 | 2–1 | 0–2 | 0–2 | 1–1 | 2–2 | 2–1 | 1–0 | 3–1 | 2–2 | 2–1 | 1–1 |
| S. D. Barreda Balompié    | 0–2 | —   | 0–2 | 0–2 | 1–1 | 0–1 | 0–3 | 1–1 | 1–1 | 1–1 | 2–1 | 4–2 | 2–0 | 2–1 | 0–2 | 2–1 |
| U. C. Cartes              | 0–0 | 1–1 | —   | 2–0 | 2–0 | 0–1 | 1–1 | 0–0 | 1–4 | 3–2 | 1–0 | 3–0 | 0–2 | 2–0 | 1–1 | 1–1 |
| Castro F. C.              | 1–1 | 2–1 | 3–3 | —   | 2–0 | 0–2 | 0–8 | 0–0 | 0–2 | 0–0 | 0–1 | 3–0 | 2–1 | 2–0 | 0–0 | 0–2 |
| C. D. Colindres           | 0–1 | 3–1 | 1–0 | 1–1 | —   | 1–2 | 0–1 | 0–3 | 2–1 | 1–5 | 0–3 | 1–1 | 1–3 | 0–2 | 1–3 | 1–1 |
| U. M. Escobedo            | 1–0 | 3–0 | 0–0 | 1–2 | 5–0 | —   | 2–2 | 1–2 | 3–1 | 5–1 | 5–0 | 2–0 | 1–0 | 2–0 | 3–1 | 2–3 |
| Gimnástica de Torrelavega | 1–0 | 3–0 | 6–0 | 3–2 | 3–0 | 1–1 | —   | 0–0 | 3–1 | 5–1 | 4–0 | 4–0 | 5–0 | 4–0 | 0–2 | 1–3 |
| C. D. Guarnizo            | 2–2 | 2–1 | 1–1 | 0–0 | 2–4 | 0–1 | 0–0 | —   | 1–4 | 1–1 | 0–0 | 4–1 | 0–2 | 3–0 | 1–1 | 1–1 |
| C. D. Naval               | 1–2 | 1–0 | 2–0 | 0–0 | 1–0 | 2–0 | 2–0 | 0–1 | —   | 1–2 | 0–0 | 0–0 | 1–0 | 5–2 | 1–0 | 0–0 |
| S. D. Noja                | 1–2 | 1–1 | 2–2 | 1–1 | 1–0 | 3–2 | 0–2 | 1–1 | 0–4 | —   | 1–2 | 3–1 | 0–2 | 1–2 | 0–2 | 0–5 |
| U. D. Sámano              | 4–2 | 2–0 | 1–0 | 1–1 | 5–1 | 0–2 | 0–0 | 1–0 | 2–0 | 1–1 | —   | 2–0 | 2–1 | 1–0 | 0–1 | 1–2 |
| Selaya F. C.              | 1–1 | 1–1 | 1–1 | 1–1 | 2–2 | 1–1 | 0–2 | 1–1 | 1–1 | 0–1 | 2–1 | —   | 0–0 | 0–2 | 0–0 | 1–0 |
| A. D. Siete Villas        | 3–2 | 3–2 | 3–1 | 2–2 | 0–0 | 1–1 | 1–3 | 3–5 | 1–1 | 1–0 | 0–1 | 2–2 | —   | 1–0 | 3–1 | 4–1 |
| S. D. Textil Escudo       | 2–1 | 0–0 | 1–2 | 1–3 | 3–2 | 1–1 | 0–0 | 0–0 | 0–0 | 1–0 | 2–2 | 1–0 | 0–0 | —   | 0–1 | 1–1 |
| S. D. Torina              | 0–2 | 2–0 | 0–0 | 3–1 | 1–3 | 1–0 | 1–1 | 2–0 | 0–2 | 4–0 | 0–0 | 1–0 | 1–1 | 0–0 | —   | 1–1 |
| C. F. Vimenor             | 1–0 | 1–1 | 3–1 | 4–1 | 1–0 | 2–1 | 0–1 | 1–2 | 3–1 | 2–0 | 3–0 | 2–1 | 1–0 | 0–0 | 2–1 | —   |

### Máximos goleadores
| Pos. | Jugador         | Equipo                    | Goles |
| ---- | --------------- | ------------------------- | ----- |
| 1º   | Nacho Martínez  | U. M. Escobedo            | 16    |
| 2º   | Carlos Tobar    | Gimnástica de Torrelavega | 12    |
| 3º   | Jesús Villar    | C. F. Vimenor             | 11    |
| 4º   | Laro Setién     | U. M. Escobedo            | 10    |
| 5º   | Jorge Rodríguez | U. C. Cartes              | 10    |

## Play Off de Ascenso a Segunda División RFEF
Equipos clasificados
| Pos. | Grupo III      |
| ---- | -------------- |
| 2.°  | C. F. Vimenor  |
| 3.°  | U. M. Escobedo |
| 4.°  | C. D. Naval    |
| 5.°  | S. D. Torina   |

|  | Semifinales                         | Semifinales                         |                |               | Final              | Final              |  |
|  | 7 de mayo de 2022 8 de mayo de 2022 | 7 de mayo de 2022 8 de mayo de 2022 |                |               | 15 de mayo de 2022 | 15 de mayo de 2022 |  |
|  |                                     |                                     |                |               |                    |                    |  |
|  |                                     |                                     |                |               |                    |                    |  |
|  | C. F. Vimenor                       | 3                                   |                |               |                    |                    |  |
|  | C. F. Vimenor                       | 3                                   |                |               |                    |                    |  |
|  | S. D. Torina                        | 1                                   |                |               |                    |                    |  |
|  | S. D. Torina                        | 1                                   |                | C. F. Vimenor | 1                  |                    |  |
|  |                                     |                                     |                | C. F. Vimenor | 1                  |                    |  |
|  |                                     |                                     | U. M. Escobedo | 3             |                    |                    |  |
|  | U. M. Escobedo                      | 2                                   | U. M. Escobedo | 3             |                    |                    |  |
|  | U. M. Escobedo                      | 2                                   |                |               |                    |                    |  |
|  | C. D. Naval                         | 1                                   |                |               |                    |                    |  |
|  | C. D. Naval                         | 1                                   |                |               |                    |                    |  |
|  |                                     |                                     |                |               |                    |                    |  |

## Clasificado a la Copa del Rey
| Bandera de Cantabria      | Bandera de Cantabria |
| Gimnástica de Torrelavega | C. F. Vimenor        |
| 1.° Grupo                 | 2.° Grupo            |

Nota: Hay posibilidad de que el subcampeón se clasifique a la Copa del Rey si no es un equipo filial.